# Лібералізм та прогресивізм у межах ісламу
Лібералізм і прогресивизм в ісламі пов'язані зі сповідуючими іслам мусульманами, які створили значний масив прогресивної думки про розуміння та практику ісламу. Їхня робота іноді характеризується як «прогресивний іслам». Деякі вчені, наприклад, Омід Сафі, проводять різницю між «прогресивними мусульманами» (постколоніальними, антиімперіалістичними і критикуючими сучасність) і «ліберальними прихильниками ісламу» (старіший рух, що приймає сучасність).
Ліберальний іслам спочатку виник із ісламського відродження 18-19 століть. Ліберальні та прогресивні ідеї в ісламі вважаються спірними деякими традиційними мусульманами, які критикують ліберальних мусульман на підставі того, що вони надто західні та/або раціоналістичні.
Методологія ліберального та прогресивного ісламу ґрунтується на переосмисленні традиційних ісламських священних писань (Коран) та інших текстів (Хадис), цей процес називається іджтихад. Це може змінюватись від незначного до найбільш ліберального, де тільки сенс Корану вважається одкровенням, яке розглядається як робота ісламського пророка Мухаммеда у його конкретний час і у конкретному контексті.
Ліберальні мусульмани вважають себе такими, що повернулися до принципів ранньої умми і просувають етичні та плюралістичні наміри Корану. Рух реформ використовує монотеїзм (таухід) «як організуючого принципу для людського суспільства та основи релігійного знання, історії, метафізики, естетики та етики, а також соціального, економічного та світового порядку».
Ліберальні мусульмани стверджують просування прогресивних цінностей, таких як демократія, гендерна рівність, права людини, права ЛГБТ, права жінок, релігійний плюралізм, міжконфесійні шлюби, свобода слова, свобода думки та свобода релігії, протистояння теократії та повне неприйняття ісламізму та ісламського фундаменталізму та сучасний погляд на ісламську теологію, етику, шаріат, культуру, традиції та інші ритуальні практики в ісламі. Ліберальний іслам наголошує на переосмисленні ісламських писань з метою збереження їх актуальності в 21 столітті.